# Alfama
Alfama é o mais antigo e um dos mais típicos bairros da cidade de Lisboa. Actualmente, abrange uma parte da freguesia de Santa Maria Maior e outra da freguesia de São Vicente. O seu nome deriva do árabe al-hamma (الحمّة), que significa ‘fonte de águas quentes, águas boas’.
As vistas mais espectaculares sobre Alfama têm-se do passeio público formado pelos miradouros das Portas do Sol, da Torre da Igreja de Santa Cruz do Castelo (a Torre mais alta de Lisboa antiga) e de Santa Luzia. Por cima e envolvendo Alfama ficam a colina do Castelo de São Jorge, fortaleza e palácio real até ao século XVI, e a colina de São Vicente.
Para além do Castelo, os principais monumentos da zona são a Sé, a Igreja de Santo Estêvão e a Igreja de São Vicente de Fora.
Alfama é um bairro muito peculiar em se assemelhar a uma antiga aldeia não só em aspecto como por ter uma comunidade relativamente pequena e próxima. O bairro é frequentado diariamente por turistas portugueses e estrangeiros, sendo considerado como o mais pequeno de toda a cidade de Lisboa. É conhecido pelos seus restaurantes e casas de fado, assim como pelos festejos dos Santos Populares, em especial na noite de Santo António, de 12 para 13 de Junho.

## História

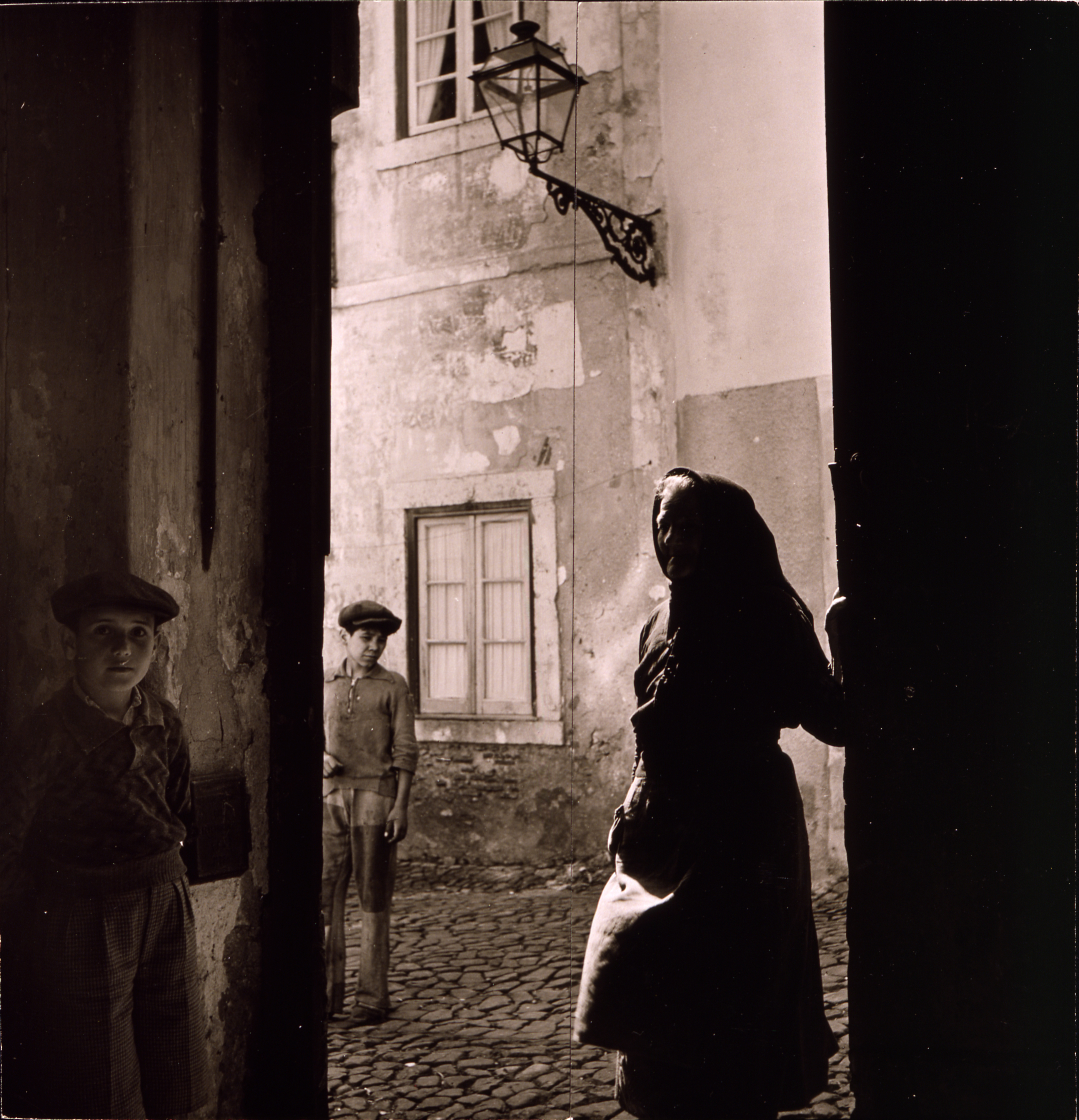
Rua de Alfama (circa 1946)

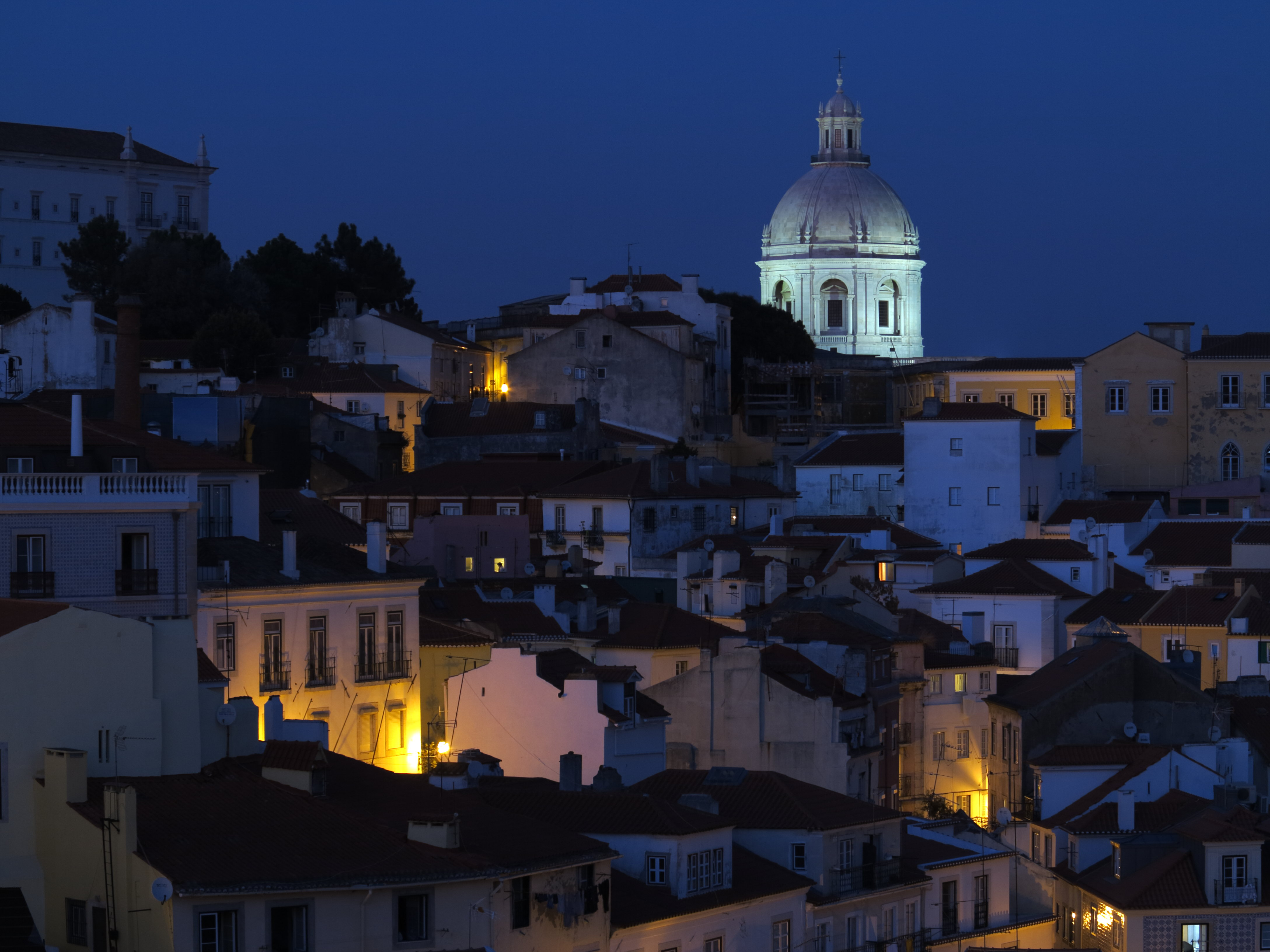
Foto parcial de Alfama à noite

Durante o domínio muçulmano, entre os anos 711 a 1147, poder-se-ia falar 2 Alfamas:
- uma Alfama do Alto, mais aristocrática, situada dentro da cerca moura, na parte oriental da actual freguesia da Sé, que comunicaria pela Porta de Alfama ou de São Pedro (na actual Rua de São João da Praça);
- uma Alfama do Mar, arrabalde popular.

Com o domínio cristão a designação Alfama foi-se alargando mais para leste, dentro dos limites da Cerca Nova ou Cerca Fernandina, passando para lá do Chafariz de Dentro.
Este bairro é provavelmente o mais agradável da cidade. A época de declínio surgiu na Idade Média, quando os residentes ricos se mudaram para o oeste, deixando o bairro para uma população de pescadores e marinheiros.
A maioria dos prédios resistiu ao terramoto de 1755. Apesar de praticamente já não existirem casas mouriscas, o bairro conserva um pouco do ambiente dessa época (atente-se ao casbá com as suas ruelas, escadarias e roupa a secar nas janelas). As áreas mais arruinadas foram alvo de profundas obras de restauro e a vida desenvolve-se tranquilamente em volta das pequenas mercearias e tabernas.
Na última fase do Estado Novo, foi deixado completamente ao abandono e a criminalidade começou a aumentar. No pós 25 de Abril, pouco ou nada foi feito no sentido de devolver a vida próspera a este bairro histórico, que se tinha tornado, na década de 80, num dos bairros mais problemáticos da cidade, sobretudo no que diz respeito ao tráfico de droga. Apenas em meados da década de 90, Alfama começou a ser lentamente recuperada, sendo que hoje em dia é um exemplo a seguir por outras zonas históricas da cidade, como o Intendente ou o Bairro Alto.

## Águas de Alfama

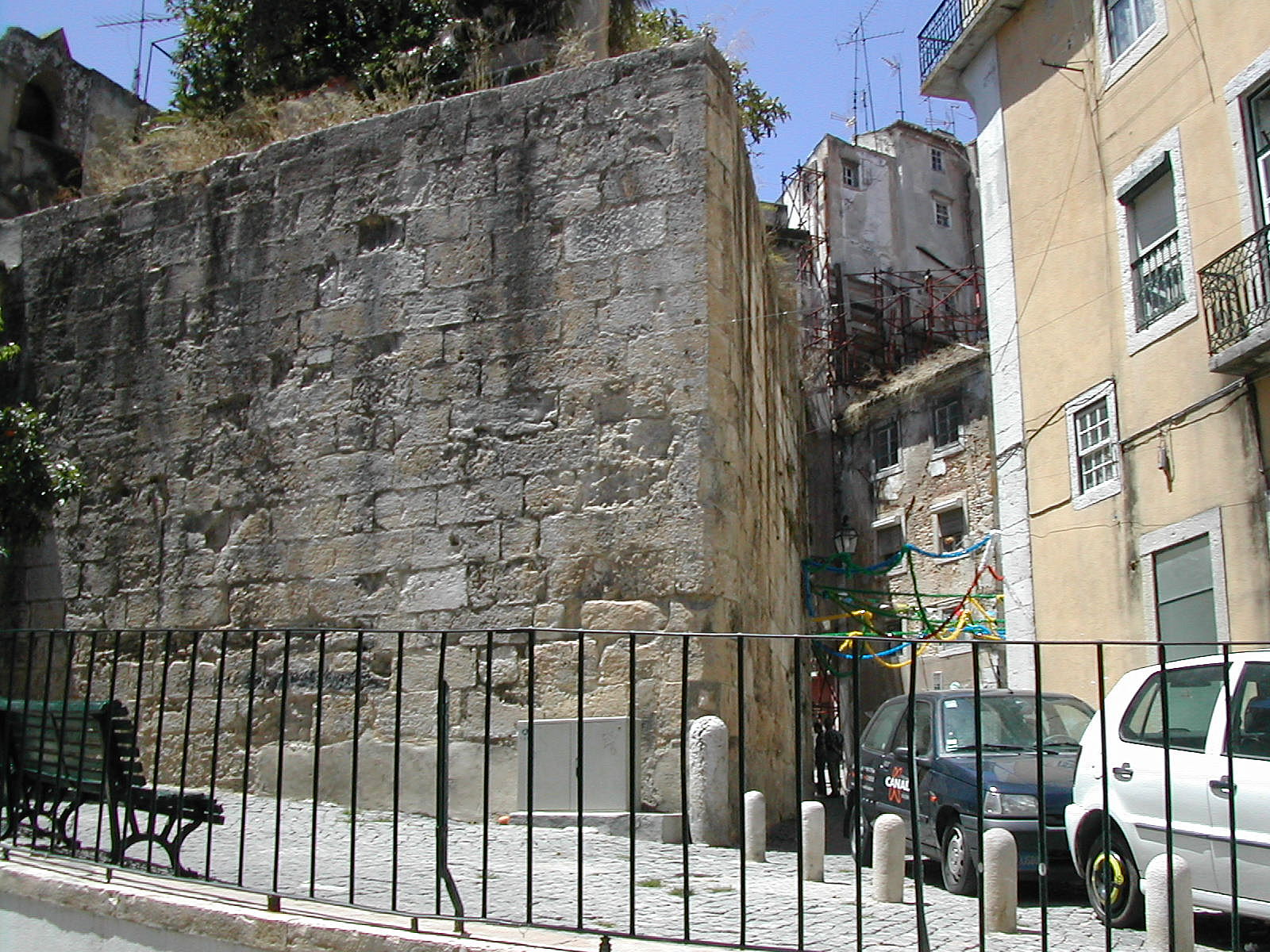
Torre de Alfama da Cerca Moura de Lisboa

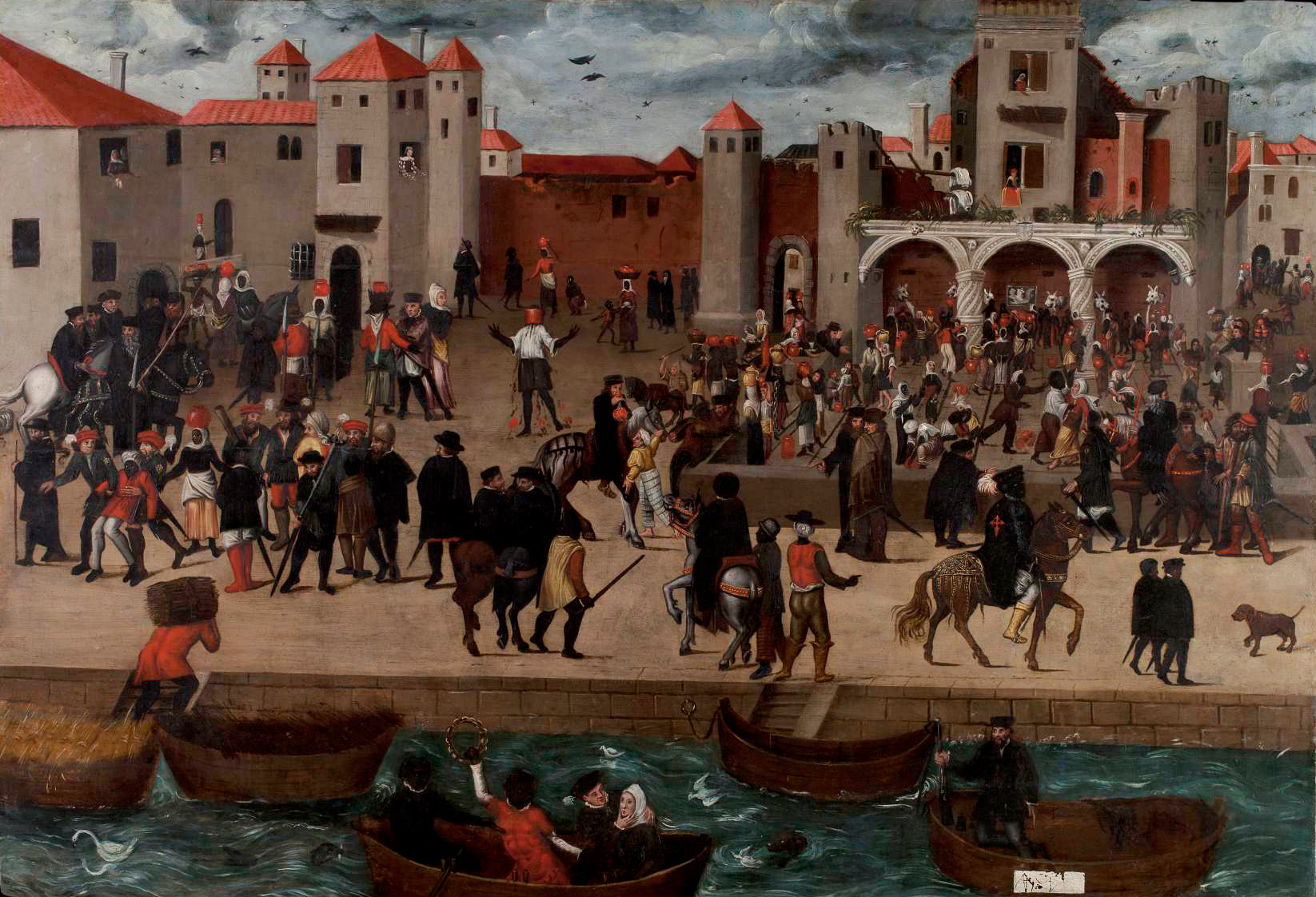
Chafariz d'El-Rei, no bairro de Alfama, em Lisboa. Flamengo, circa 1570-80

A razão de ser do nome Alfama é confirmado pela carta geológica do concelho de Lisboa, que mostra um grupo de nascentes minero-medicinais associadas a uma falha geológica que corta as camadas do Miocénico. Ao longo da história, estas nascentes foram encanadas para alimentação de chafarizes.
Chafarizes de Alfama:
- Chafariz de El-Rei
- Chafariz de Dentro
- Chafariz da Praia (desmontado)

Graças a este conjunto de nascentes com um caudal significativo, Alfama era, antes da construção do Aqueduto das Águas Livres, a zona de Lisboa com menos problemas de falta de água. As águas de Alfama ou Águas Orientais foram introduzidas em 1868 na rede de abastecimento público de Lisboa com a construção no local do antigo Chafariz da Praia de uma cisterna que recolhia a água e de uma estação elevatória movida a vapor que a elevava até ao recém-construído reservatório da Verónica (1862). O Museu do Fado está actualmente instalado sobre a cisterna, a qual pode ser visitada.
Essas águas com temperaturas que nalguns casos se situam acima dos 20 °C, e que chegaram mesmo a ser classificadas, em finais do século XIX, como águas minero-medicinais, foram exploradas pelo menos desde o século XVII como banhos públicos ou alcaçarias, que se mantiveram em actividade até às primeiras décadas do século XX.
Alcaçarias de Alfama:
- Alcaçarias do Duque (30 a 34 °C)
- Banhos de Dona Clara (24 a 28 °C)
- Alcaçarias do Baptista (32 a 34 °C)
- Banhos do Doutor (27 °C)

Na sequência de obras, foi posta a descoberto a nascente do antigo Tanque das Lavadeiras de Alfama. As pretensas propriedades curativas dessas águas granjearam fama à nascente, designada Fonte das Ratas, a qual atingiu o pico de afluência no início dos anos de 1960, imediatamente antes do seu encerramento por contaminação.

## O Elétrico 28
Com passagem e paragem na Calçada de São Vicente, na Rua das Escolas Gerais, no Largo das Portas do Sol, no Miradouro de Santa Luzia, no Limoeiro e na Sé, o Elétrico 28 28E, carreira fundada em 1901, faz as delícias de locais e turistas.

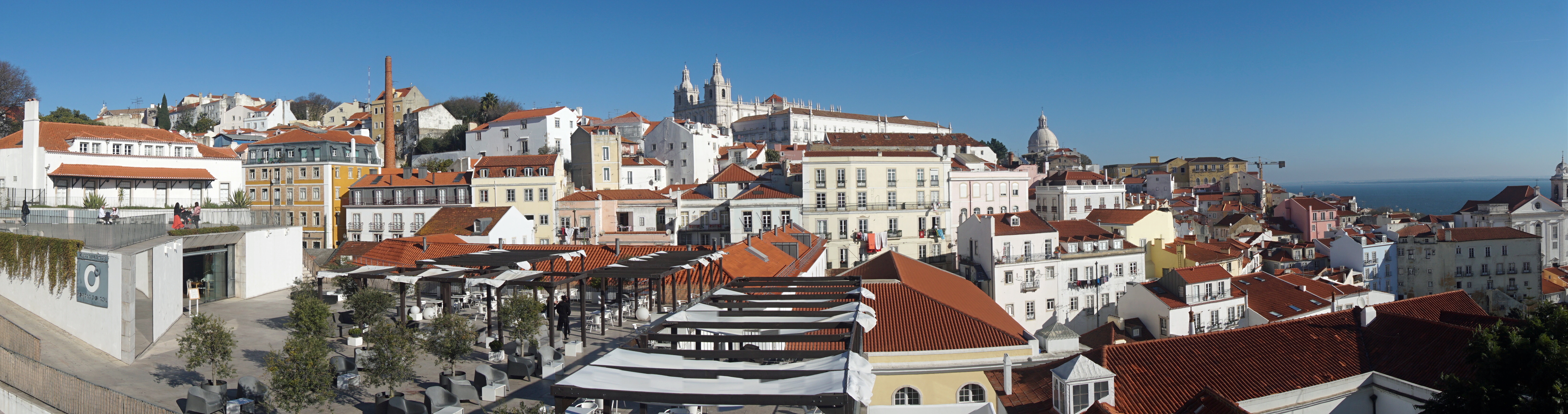
Panorama de Alfama desde o Largo das Portas do Sol